# Filippo duca del Palatinato-Neuburg
Filippo duca del Palatinato-Neuburg (in tedesco Pfalzgraf Philipp von Neuburg; Heidelberg, 12 novembre 1503 – Heidelberg, 4 luglio 1548) fu un membro del Casato di Wittelsbach, conte palatino e duca del Palatinato-Neuburg dal 1505 al 1541. Egli governò assieme al fratello Ottone Enrico.
Egli era un figlio del conte palatino Roberto (a sua volta terzo figlio dell'elettore Filippo del Palatinato) e della moglie Elisabetta di Baviera-Landshut, figlia di Giorgio di Baviera. 

## Biografia
Nel 1529 Filippo combatté contro i Turchi durante l'assedio di Vienna, sconfiggendoli, alla guida di due reggimenti, e venne ricompensato con l'Ordine del Toson d'oro due anni più tardi.
L'8 dicembre 1539 Filippo visitò la corte di Enrico VIII d'Inghilterra, con la speranza di ottenere la mano della figlia Maria; questa paventata unione era parte del piano di Enrico di creare un'alleanza con i principi protestanti tedeschi contro l'Imperatore. Per parte sua Filippo sembrava essere attratto genuinamente da Maria; si incontrarono il 17 dicembre nel Castello di Hertford, dove le si presentò con un regalo e la baciò. Questa intimità fece intendere che i due si sarebbero sposati e la maggior parte dei cortigiani inglesi si aspettava che il matrimonio venisse celebrato nei mesi seguenti; Maria scrisse invece al padre che l'unione era contraria ai suoi desideri, ma che in ogni caso avrebbe seguito gli ordini paterni. Il progetto non venne quindi mai realizzato, ma Filippo non ne rimase demoralizzato tanto che visitò l'Inghilterra altre tre volte, ma solo una volta riuscì a vedere la Principessa.

## Ascendenza
|                                |                                 |                                 | Genitori                       |  |  | Nonni |  |  | Bisnonni                   |  |  | Trisnonni                   |  |
|                                |                                 |                                 |                                |  |  |       |  |  | Ludovico IV del Palatinato |  |  | Ludovico III del Palatinato |  |
|                                |                                 |                                 |                                |  |  |       |  |  | Ludovico IV del Palatinato |  |  | Ludovico III del Palatinato |  |
|                                |                                 | Matilde di Savoia               |                                |  |  |       |  |  | Ludovico IV del Palatinato |  |  |                             |  |
| Filippo del Palatinato         |                                 |                                 |                                |  |  |       |  |  | Ludovico IV del Palatinato |  |  |                             |  |
|                                |                                 | Margherita di Savoia            | Amedeo VIII di Savoia          |  |  |       |  |  |                            |  |  |                             |  |
|                                |                                 | Margherita di Savoia            | Amedeo VIII di Savoia          |  |  |       |  |  |                            |  |  |                             |  |
|                                |                                 | Margherita di Savoia            | Maria di Borgogna              |  |  |       |  |  |                            |  |  |                             |  |
| Roberto del Palatinato         |                                 | Margherita di Savoia            |                                |  |  |       |  |  |                            |  |  |                             |  |
|                                |                                 | Ludovico IX di Baviera-Landshut | Enrico XVI di Baviera-Landshut |  |  |       |  |  |                            |  |  |                             |  |
|                                |                                 | Ludovico IX di Baviera-Landshut | Enrico XVI di Baviera-Landshut |  |  |       |  |  |                            |  |  |                             |  |
|                                |                                 | Ludovico IX di Baviera-Landshut | Margherita d'Asburgo           |  |  |       |  |  |                            |  |  |                             |  |
| Margherita di Baviera-Landshut |                                 | Ludovico IX di Baviera-Landshut |                                |  |  |       |  |  |                            |  |  |                             |  |
|                                |                                 | Amalia di Sassonia              | Federico II di Sassonia        |  |  |       |  |  |                            |  |  |                             |  |
|                                |                                 | Amalia di Sassonia              | Federico II di Sassonia        |  |  |       |  |  |                            |  |  |                             |  |
|                                |                                 | Amalia di Sassonia              | Margherita d'Austria           |  |  |       |  |  |                            |  |  |                             |  |
| Filippo del Palatinato-Neuburg |                                 | Amalia di Sassonia              |                                |  |  |       |  |  |                            |  |  |                             |  |
|                                | Ludovico IX di Baviera-Landshut | Enrico XVI di Baviera-Landshut  |                                |  |  |       |  |  |                            |  |  |                             |  |
|                                | Ludovico IX di Baviera-Landshut | Enrico XVI di Baviera-Landshut  |                                |  |  |       |  |  |                            |  |  |                             |  |
|                                | Ludovico IX di Baviera-Landshut | Margherita d'Asburgo            |                                |  |  |       |  |  |                            |  |  |                             |  |
| Giorgio di Baviera-Landshut    | Ludovico IX di Baviera-Landshut |                                 |                                |  |  |       |  |  |                            |  |  |                             |  |
|                                |                                 | Amalia di Sassonia              | Federico II di Sassonia        |  |  |       |  |  |                            |  |  |                             |  |
|                                |                                 | Amalia di Sassonia              | Federico II di Sassonia        |  |  |       |  |  |                            |  |  |                             |  |
|                                |                                 | Amalia di Sassonia              | Margherita d'Austria           |  |  |       |  |  |                            |  |  |                             |  |
| Elisabetta di Baviera-Landshut |                                 | Amalia di Sassonia              |                                |  |  |       |  |  |                            |  |  |                             |  |
|                                |                                 | Casimiro IV di Polonia          | Ladislao II Jagellone          |  |  |       |  |  |                            |  |  |                             |  |
|                                |                                 | Casimiro IV di Polonia          | Ladislao II Jagellone          |  |  |       |  |  |                            |  |  |                             |  |
|                                |                                 | Casimiro IV di Polonia          | Sofia Alšėniškė                |  |  |       |  |  |                            |  |  |                             |  |
| Edvige Jagellone               |                                 | Casimiro IV di Polonia          |                                |  |  |       |  |  |                            |  |  |                             |  |
|                                |                                 | Elisabetta d'Asburgo            | Alberto II d'Asburgo           |  |  |       |  |  |                            |  |  |                             |  |
|                                |                                 | Elisabetta d'Asburgo            | Alberto II d'Asburgo           |  |  |       |  |  |                            |  |  |                             |  |
|                                |                                 | Elisabetta d'Asburgo            | Elisabetta di Lussemburgo      |  |  |       |  |  |                            |  |  |                             |  |
|                                |                                 | Elisabetta d'Asburgo            |                                |  |  |       |  |  |                            |  |  |                             |  |